# Aleksandr Iashvili
Aleksandr Iashvili (en georgiano: ალექსანდრე მამულის ძე იაშვილი) (Tiflis, Unión Soviética, 23 de octubre de 1977) es un exfutbolista georgiano que se desempeñaba como centrocampista o mediapunta.

## Clubes
| Club                | País       | Año       |
| ------------------- | ---------- | --------- |
| FC Dinamo Tbilisi   | Georgia    | 1993-1997 |
| VfB Lübeck (cedido) | Alemania   | 1997      |
| SC Friburgo         | Alemania   | 1997-2007 |
| Karlsruher SC       | Alemania   | 2007-2012 |
| VfL Bochum          | Alemania   | 2012-2013 |
| Inter Baku          | Azerbaiyán | 2013-2014 |
| FC Samtredia        | Georgia    | 2015      |
| FC Dinamo Tbilisi   | Georgia    | 2015-2016 |